# Magnus Källander
Magnus "Källa" Källander, född 6 februari 1969, är en svensk före detta fotbollsspelare.
Källander gjorde allsvensk debut i Västra Frölunda IF. När Frölunda åkte ur allsvenskan 1995 gick Källander till Örgryte IS. Källander spelade som såväl offensiv som defensiv mittfältare och hade ofta en fri roll på Örgrytes innermittfält. 2003–2004 var Källander proffs i Grekland. 
Källander är nog för många mest känd för det märkliga mål mot Örebro SK år 2000 som utsågs till årets mål i allsvenskan. Källander höll bollen länge och väl och ömsom dribblade, ömsom snubblade sig förbi ÖSK-försvararna innan han slog in bollen. I januari 2010 meddelade ÖIS via sin hemsida att "Källa" inte fick nytt kontrakt och därmed är epoken Magnus Källander avslutad. Sammanlagt blev det 292 matcher i ÖIS-tröjan. I slutet av samma månad blev Källander klar för Stenungsunds IF på ett tvåårskontrakt.

## Klubbar
- Västra Frölunda IF (1988–1995)
- Örgryte IS (1995–2003)
- Aris Thessaloníki (2003)
- Iraklis Thessaloníki (2004)
- Örgryte IS (2005–2009)
- Stenungsunds IF (2010–2014)

## Meriter
- 338 matcher och 27 mål i Allsvenskan
- Lilla silvret 2002
- SM-brons 1999, 2003
- Guld i Svenska Cupen med Örgryte IS 2000